# Gare de Vaise (metrostation)
Gare de Vaise is een metrostation en eindpunt van lijn D van de metro van Lyon, nabij het spoorwegstation Lyon-Vaise in het 9e arrondissement van de Franse stad Lyon.
Het station is geopend op 28 april 1997, als tweede uitbreiding van de lijn, na die van 1992. Bij het aanleggen van het metrostation is ook het spoorwegstation Vaise opnieuw opgebouwd. Naast de goede aansluiting op het spoorwegnet is er ook een groot busstation, vanwaar er voornamelijk bussen vertrekken naar de noordoostelijke buitenwijken en voorsteden van Lyon.